# NGC 7739
NGC 7739 في الفهرس العام الجديد، هي مجرة، تقع في كوكبة الحوت. اكتشفت في 1865 .

## روابط خارجية
- NGC 7739 على موقع ويكي سكاي: DSS2, SDSS, GALEX, IRAS, Hydrogen α, X-Ray, Astrophoto, Sky Map, Articles and images